# Paco Gómez Martínez
Francisco "Paco" Gómez Martínez (Pamplona, Navarra, 1918 - Madrid, 1998) fue un fotógrafo español.

## Biografía
Comenzó en la fotografía a la edad de cuarenta años aproximadamente, a lo largo de su carrera se auto definió como un fotógrafo amateur. Es considerado uno de los fotógrafos españoles más importantes de los años sesenta y setenta.
Ingresó en el 1956 a la Real Sociedad Fotográfica de Madrid. Creó el grupo La Palangana junto a fotógrafos como Gabriel Cualladó, Gerardo Vielba, Joaquín Rubio Camín, Francisco Ontañón, Leonardo Cantero o Ramón Masats. Este grupo fue el germen inicial de la denominada Escuela de Madrid. La unión del grupo residía en la estrecha amistad que les unía y en unas mismas consideraciones estéticas y teóricas acerca de la fotografía, lejanas al pictorialismo y el “salonismo” que imperaba en la época. Una mayor preocupación por la temática social cercana al neorrealismo italiano, traerían un soplo de aire fresco a la sede de la Real Sociedad Fotográfica.(López Mondejar:1999) 
En el año 1957 se unió a la agrupación fotográfica AFAL. Obtuvo el primer premio en el IX Salón del Mar de Almería en septiembre del año 1958, y al año siguiente obtiene el premio Luís Navarro de la Agrupación Fotográfica de Cataluña, por la obra Banco en el Jardín Botánico. 
Trabajó para la revista Arquitectura, la cual era editada por el Colegio de Arquitectos de Madrid, entre los años 1959 y 1974.
Paco Gómez mantuvo una mirada innovadora, que asombrosamente hoy en día está de plena actualidad, fotografiando interiores y exteriores de edificios y construcciones arquitectónicas de la época. Respecto a su fotografía, el mismo Gómez señala que "Mis fotografías serán mejores o peores, pero lo que sí pretendo es que sean mías y huelan a frescas. (...). Admiro la técnica, pero considero que una fotografía es verdaderamente buena cuando el que la contempla no lo tiene en cuenta si carece de ella”.
De él dice Ramón Masats: "fue, a mi parecer, el mejor fotógrafo de mi generación . Ni más ni menos"(VV.AA.:2008) 
Buena parte del legado fotográfico de Paco Gómez fue donado por su hija a la Fundación Foto Colectania, el 7 de noviembre del año 2001. Tal fundación cuenta con 24.664 negativos de 35 mm. y 120 mm, 1150 positivos, además de algunas diapositivas.
También puede encontrarse en colecciones como la del Museo Nacional Centro de Arte Reina Sofía (MNCARS), el IVAM o la Fundación Telefónica.

## Libros
- VV.AA. (2016) Archivo Paco Gómez. El instante poético y la imagen arquitectónica. Catálogo Comunidad de Madrid. ISBN/ISSN: 978-84-451-3533-4
- VV.AA (2008). Paco Gómez. La Fábrica Editorial. ISBN  9788496466715.
- López Mondéjar, Publio (1999). Historia de la Fotografía en España. Lunwerg Editores. ISBN  84-7782-660-9.
- VV.AA. (2008). Paco Gómez. La Fábrica Editorial. ISBN  978-84-96466-71-5.

- Datos: Q6056889

## Exposiciones
- 2016. Archivo Paco Gómez. El instante poético y la imagen arquitectónica. Sala Canal de Isabel II, Madrid

- 2019. Exposición de 300 obras en la sala de exposiciones Sabadell Herrero de Oviedo.